# Cuneata
Cuneata es un género de foraminífero bentónico de la subfamilia Cuneatinae, de la familia Hormosinidae, de la superfamilia Hormosinoidea, del suborden Hormosinina y del orden Lituolida. Su especie tipo es Reophax arctica. Su rango cronoestratigráfico abarca el Holoceno.

## Discusión
Clasificaciones previas incluían Cuneata en el suborden Textulariina del orden Textulariida o en el orden Lituolida sin diferenciar el suborden Hormosinina.

## Clasificación
Cuneata incluye a las siguientes especies:
- Cuneata arctica
- Cuneata qeupteleaceae
- Cuneata ostreobiaceae